# Barnerøv
Barnerøv er en børnefilm fra 2010 instrueret af Camilla Ramonn efter eget manuskript.

## Handling
Felix fylder 11 år i morgen. Han er med i en lille drengebande, og når man fylder 11 år, siger de store drenge, at man skal ned til Sisse på legepladsen. For Sisse, der er 14 år, hun giver sex for en burger. Det kræver bare, at man har pengene til dét, Sisse vil ha', og man ved hvad sex går ud på.